# Johann Lüchtemaker
Johann(es) Lüchtemaker, auch Lüchtemacherus, Luchtenmaker, Lichtema(c)ker, (* 27. September 1614 in Hamburg; † 22. Februar 1676) war ein deutscher evangelisch-lutherischer Geistlicher und Dichter.

## Leben
Der Lebenslauf Johann Lüchtemakers ist nur wenig dokumentiert. Seine Vorfahren galten vermutlich als angesehene Bürger Bremens, die um 1500 nach Hamburg zogen. Einer der Vorfahren war wahrscheinlich eine Person gleichen Namens, die 1599 zum Kämmereibürger ernannt wurde und ein Wappen mit drei Krügen mit Deckeln hatte. Lüchtemaker studierte im Sommersemester 1634 Theologie an der Universität Königsberg, wo er 1636 die Trauerschrift „Naenia super praematurum, perbeatum tamen obitum Augustini Mommi Hamburgensi“ mitverfasste. Das Werk galt seinem Mitstudenten und mutmaßlichen Freund August Momme, der wie er selbst aus Hamburg kam.
1652 übernahm Lüchtemaker eine Pfarrstelle in Thammenhain nahe Leipzig, wo er 1657 anlässlich des 45. Geburtstags Johann Georg II. das Gedicht „Der Fruchtbringende May frolockt über seinen Ehren-Schmuck“ schrieb. Später arbeitete er als Pfarrer in Gruna und Laußig und verfasste dort 1660 einen Johann Georg II. gewidmeten Einblattdruck. Nach 1670 signierte er als „Pastor in Gruna & Prisenitz“, das heute Hohenprießnitz heißt. Er starb wahrscheinlich 1676 in Sachsen.

## Werke
Lüchtemaker schrieb Gelegenheitsgedichte und Schriften zu sächsischen und hamburgischen Herrschern. Dazu zählte ein Gedicht für die Hochzeit der Tochter Nicolaus Jarres 1651 und ein Trauergedicht für den Theologen Johann Adolph Fabricius (1592–1650). 1657 beschrieb er in einem Gedicht seine Trauer über den Tod Johann Georg I. und lobte ein Treffen Johann Georg II. mit dessen Sohn und Brüdern im Februar desselben Jahres in Dresden.
Als wichtigstes Werk gilt der „Unverwelckliche Ehren-Krantz seines geehrten Vaterlandes“, den Lüchtemaker 1675 in Leipzig verfasste und mit dem er seine Verbundenheit mit Hamburg darstellen wollte. Der Dichter widmete die 420 Verse fast allen bedeutenden Hamburger Amtsträgern, darunter dem Bürgermeister, dem Hamburger Rat, der Hamburgischen Bürgerschaft und Kaufleuten, deren Gunst er wahrscheinlich gewinnen wollte. Es handelte sich um ein Lobgedicht, das das Ansehen Hamburgs, das er als fromme und von Gott begnadete Stadt darstellte, mehren sollte. Der Autor beschrieb die Angriffe von Wikingern und Slawen im 9. und 11. Jahrhundert, die die Stadt mit Gottes Hilfe überlebt und danach als Vorreiterin die Thesen Luthers verteidigt hatte. Außerdem lobte er das gemeinnützige Schaffen der Bürgermeister und das Hamburger Rates und die Gelehrtenschule des Johanneums mitsamt Bibliothek.
Im weiteren Verlauf des Gedichtes beschrieb Lüchtemaker den Handel mit Seide und Zuckerrohr. Dabei stellte er hamburgische Konvoischiffe als überlegene Sieger im Kampf gegen afrikanische Seeräuber, Klaus Störtebeker und Gödeke Michels dar. Danach lobte er soziale Einrichtungen wie das Werk- und Zuchthaus, das Waisenhaus oder Gast- und Krankenhäuser. Der Dichter sah darin karitatives und gottgefälliges Handeln, das zu Gottes Segen führe und daher Wohlstand schaffe. Außerdem nannte er umfangreich die Delikatessen der Stadt, darunter Fisch, Fleisch und Wein. Besonders lobende Worte fand er für das in Hamburg gebraute Bier, das aufgrund des lieblichen Geschmacks Wein gleiche.
Die Einwohner Hamburgs bezeichnete Lüchtemaker als bescheidene und gemäßigte Bürger, die alte Trachten trugen und ein üppiges Leben ablehnten, was jedoch im Gegensatz zu den im 17. Jahrhundert aufkommenden Kleiderordnungen stand. Am Ende des Gedichts beschrieb er wehklagend den nahenden Tod und wünschte, in Hamburg eine Pastorenstelle zu erhalten. In den Versen 385 bis 387 schrieb er hierzu: „Hamburg! du wirst ansehn / Wie sonst ist offt geschehn / Mich mit geneigten Augen“. Außerdem kündigte er an, ein größeres Werk zu schreiben, in dem er die Hansestadt loben wollte. Ein entsprechender Text ist jedoch nicht bekannt.